# بوجا
بوجا (به ترکی استانبولی: Buca) یک منطقهٔ مسکونی در ترکیه است که در استان ازمیر واقع شده‌است.